# 9698 Idzerda
9698 Idzerda è un asteroide della fascia principale. Scoperto nel 1971, presenta un'orbita caratterizzata da un semiasse maggiore pari a 2,3663995 UA e da un'eccentricità di 0,0509712, inclinata di 7,36437° rispetto all'eclittica.